# Norbert Madaras
Norbert Madaras (Eger, 1 december 1979) is een Hongaars waterpolospeler.
Norbert Madaras nam als waterpoloër tweemaal deel aan de Olympische Spelen in 2004 en 2008. Hij veroverde twee keer een gouden medaille.
In de competitie kwam Madaras uit voor Pro Recco en Vasas Sport Club Boedapest.
Tibor Benedek · 
Péter Biros · 
Rajmund Fodor · 
István Gergely · 
Tamás Kásás · 
Gergely Kiss · 
Norbert Madaras · 
Tamás Molnár · 
Ádám Steinmetz · 
Barnabás Steinmetz · 
Zoltán Szécsi · 
Tamás Varga · 
Attila Vári
Tibor Benedek · 
Péter Biros · 
István Gergely · 
Norbert Hosnyánszky · 
Tamás Kásás · 
Gábor Kis · 
Gergely Kiss · 
Norbert Madaras · 
Tamás Molnár · 
Zoltán Szécsi · 
Dániel Varga · 
Dénes Varga · 
Tamás Varga